# Pietro D'Ignazio
Pietro D'Ignazio (Valle Castellana, 5 novembre 1927 – Teramo, 20 giugno 2016) è stato un politico italiano.

## Biografia
Preside dell'Istituto tecnico industriale "Alessandrini" di Teramo, è stato sindaco della città per la Democrazia Cristiana dal giugno 1985 al gennaio 1993. Tra le sue iniziative, si ricorda il gemellaggio con la città tedesca di Memmingen.
Sposato con Liliana, insegnante, ebbe due figli: Laura, medico, e Giorgio, anch'egli politico. È deceduto la mattina del 20 giugno 2016 all'ospedale Giuseppe Mazzini di Teramo, all'età di ottantotto anni.